# Eugénia svéd királyi hercegnő
Sarolta Eugénia Auguszta svéd és norvég királyi hercegnő (Charlotta Eugenia Amalia Augusta Albertina) (Stockholm, 1830. április 24. - Stockholm, 1889. április 23.) A Bernadotte-házból származó hercegnő, író zenész és zeneszerző.

## Élete

### Származása, ifjúsága
1830-ban született a stockholmi királyi palotában. Édesapja Oszkár svéd koronaherceg, a későbbi I. Oszkár svéd király, édesanyja Joséphine Beauharnais, Itália alkirályának lánya volt. Szüleinek ő volt negyedik gyermeke, egyben legifjabb leánya, testvérei:
- Károly Lajos Jenő (1826–1872), később XV. Károly néven Svédország és Norvégia királya.
- Ferenc Gusztáv Oszkár, Uppland hercege (1827–1852).
- Oszkár Frigyes (1829–1907), később II. Oszkár néven Svédország és Norvégia királya.
- Sarolta Eugénia Auguszta
- Károly Miklós Ágost, Dalarna hercege (1831–1873).

Apja törvénytelen kapcsolataiból további három féltestvére született. Bár édesanyjuk katolikus volt a házassági szerződés értelmében a gyermekeket evangélikus hitre nevelték. Nevelőik között volt a svéd filozófus, Christopher Jacob Boström és Otto Aubert norvég tanár.
Kora gyermekkora óta betegeskedő természetű volt, ezért döntött úgy, hogy soha nem házasodik meg. 1846-ban bátyja, Károly Poroszországba utazott, hogy ott képviselje nővérét, mint lehetséges feleségjelöltet, de komoly megbeszélésekre ezzel kapcsolatban nem került sor. Gyermekkorában egyik tanára tuberkulózissal megfertőzve tanította őt és testvéreit, ami csak rontott egészségi állapotán. Gyermekkorában olyan magányosnak érezte magát, hogy egyszer azt kívánta bárcsak fiú lenne ő is mint bátyjai.
1852 júliusában a gyenge egészségű Oszkár király két gyermekével, Gusztávval és Eugéniával és feleségével Bad Kissingenbe utazott gyógykezelésre. A király egészségi állapotának javulása után a királyi család szeptemberben haza indult, az út során azonban a hercegnő kedvenc testvére, Gusztáv tífuszt kapott és nem sokkal Oslóba érkezésük után elhunyt. A király és Eugéniai is megbetegedett, de később felgyógyultak.
Mikor 1858-ban a svéd nők általános önállósítás-nagykorúsítási jogot kaptak (kezdetben kérvényezni kellett), az elsők között volt, aki ezt kérte és megkapta a jogi önállóságát.

### A művész hercegnő
Érdekelték a szellem és lélek dolgai, de nem volt egy vallás híve, a kereszténység több ágának tanítását magáévá tudta tenni. Számos művészeti ág foglalkoztatta. Verseiben, zenéjében, szobraiban a királyi család és udvar mindennapjait örökítette meg. Néhány rajzát porcelánon is megörökítették Rörstrandban and Gustavsbergben. Leghíresebb, helytelenül neki tulajdonított rajza egy kutyát és gyermeket ábrázol, és a "Nem tudsz beszélni" címet viseli. Legjobb barátjai között tarthatta nyilván Lina Sandell írónőt. 1864-ben írta meg a Svéd hercegnők (Svensk prinsessor) című könyvét, melyet az 1866-os stockholmi művészeti kiállításon is bemutattak.
Zeneművei közül kiemelkedők zongorára írt darabjai, keringők, indulók és dalok.

#### Zongorára írt művei
- Drottning Josephinas polonaise, polonäs (1854)
- Louisa vals (1858?)
- La priere (1844)
- Sorgmarsch, till minne av drottning Louise, död 1871
- Tullgarns-galopp (1853)

#### Dalok
- Andliga sånger (1878)
- Novemberkvällen (November este)
- Fiskaren (1850) (Halász)
- Romans vid piano (1859) (Rómaiak a zongoránál)
- Sång Orden af Tibell (1863)
- Augusta-dagen (1865) (Auguszta napja)

### Jótékonykodás

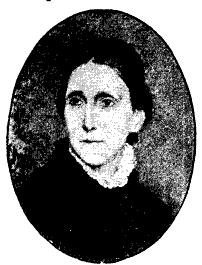
Az idős Eugénia

A királyi családok asszonyaitól elvárták, hogy valamilyen jótékony célt felkaroljanak, a hercegnő azonban nem kötelességből érdeklődött a jótékonykodás iránt. Kezdetben a művei eladásaiból származó bevételeit szociális célokra használta. Olyan bőkezűen osztogatta a pénzt, hogy bátyja, a király utasította azoknak a városoknak a vezetőit ahová húga látogatott, hogy védjék meg a szemtelen koldusoktól. Az évek folyamán egyre romlott tüdőbaja miatt egészsége, ezért a teleket a királyi palota kevés meleg szobáinak egyikében töltötte. Az 1860-as évektől a nyarakat a Gotland szigeten felépült Villa Fridhem-ben töltötte. A kastélyt azután építették, hogy 1859-ben az egyik nyarat a szigeten töltötte, hogy egészsége javuljon a vidéki levegőn. Betegsége miatt kezdett érdeklődni a gyógyászat iránt. Gotlundon gazdaságilag támogatott egy főiskolát, egy árvaházat és egy kórházat. 1879-ben, Sundbybergban megalapította az Eugeniahemmet-et (Eugenia Otthon), melyben fogyatékos, beteg s szegény gyermekeket ápoltak. Az intézmény 1971-ig működött, ma múzeum. Visby-be ápoló otthont és árvaházat alapított.
A hercegnő 1899. április 23-án hajnali háromnegyed egykor hunyt el, a stockholmi királyi palotában, egy nappal 59. születésnapja előtt. Holttestét a Riddarholmskyrkan-ban helyezték örök nyugalomra.